# Sericochroa lignosa
Sericochroa lignosa är en fjärilsart som beskrevs av Paul Dognin 1909. Sericochroa lignosa ingår i släktet Sericochroa och familjen tandspinnare. Inga underarter finns listade i Catalogue of Life.